# Puzzle Quest 2
Puzzle Quest 2 est un jeu vidéo de puzzle et de rôle développé par Infinite Interactive et édité par D3 Publisher, sorti en 2010 sur Windows, Xbox 360, Nintendo DS, iOS, Android et Windows Phone.

## Accueil
- PC Gamer : 86 % (PC)[1]